# AXN (企業)
AXN株式会社（エイエックスエヌ、英: AXN Co., Ltd.）は、有料衛星放送チャンネル・アクションチャンネルおよびミステリーチャンネル、ザ・シネマを運営する日本の番組供給事業者。株式会社ノジマの完全子会社。

## 沿革
- 2021年（令和3年）
  - 8月2日 - ソニー・ピクチャーズ エンタテインメント（SPEJ）子会社のミステリチャンネルおよびSPEJとJCOMが出資するAXNジャパンをノジマが承継することを発表[2]。
  - 8月16日 - SPEJによりAXN株式会社設立。ミステリチャンネル、AXNジャパン、AXNエンタテインメントを子会社とする。
  - 10月1日 - 全株式をノジマが譲受。同時にJCOMが所有するAXNジャパン株式もノジマが譲受[3]。
- 2022年（令和4年）
  - 4月1日 - ミステリチャンネルとAXNジャパンを吸収合併[4]。
  - 10月3日 - 東北新社からザ・シネマ株式を取得し、ザ・シネマを子会社化[5][6]。
- 2023年（令和5年）
  - 4月1日 - ザ・シネマを吸収合併[7]。
  - 10月1日 - チャンネル名を「AXN 海外ドラマ」は「アクションチャンネル」、「AXNミステリー」は「ミステリーチャンネル」に変更[8]。
  - 10月24日 - 子会社・AKエンタテインメント株式会社設立[9]。
  - 12月19日 - SPEJからアニマックスブロードキャスト・ジャパンとキッズステーションを買収することを発表[10]。
- 2024年（令和6年）
  - 4月1日 - SPEJが設立する子会社・AKメディア株式会社の全株式をAKエンタテインメントに譲渡。
  - 7月19日 - AKエンタテインメントがAKメディアを吸収合併[11][12]。
- 2025年（令和7年）
  - 4月1日 - ザ・シネマは、スカパー!の衛星基幹放送事業者を東北新社メディアサービスからAXNエンタテインメントに変更[13][14][15]。

## 運営チャンネル
- アクションチャンネル - スカパー! Ch.311（16:9SD放送）、スカパー!プレミアムサービス・スカパー!プレミアムサービス光 Ch.650（ハイビジョン放送）
  - スカパー!の衛星基幹放送事業者はAXNエンタテインメントが担当。
- ミステリーチャンネル - スカパー! Ch.316（16:9SD放送）、スカパー!プレミアムサービス・スカパー!プレミアムサービス光 Ch.649（ハイビジョン放送）
  - スカパー!の衛星基幹放送事業者はCS日本が担当。
- ザ・シネマ - スカパー! Ch.227（ハイビジョン放送）、スカパー!プレミアムサービス・スカパー!プレミアムサービス光 Ch.631（ハイビジョン放送）
  - スカパー!の衛星基幹放送事業者はAXNエンタテインメントが担当。

## 子会社
- AXNエンタテインメント - 衛星基幹放送事業者、「アクションチャンネル」「ザ・シネマ」を放送。
- AKエンタテインメント
  - アニマックスブロードキャスト・ジャパン
  - キッズステーション